# The Spoiler
The Spoiler es una novela escrita por la autora Annalena McAfee y se publicó por primera vez en 2012
El libro es una sátira del universo periodístico, más precisamente, de redacciones de los periódicos al final de la década de 1990, periodo que termina la llamada edad de oro de los periódicos.